# 稲垣太成
稲垣 太成（いながき たいせい、1955年12月6日 - 2013年7月31日）は京都府出身のプロゴルファー。

## 来歴
18歳からゴルフを始め、1979年にプロに転向  。ドライバーの飛距離で'“飛ばし屋”として知られた ほか、豪快なショットには定評があるロングヒッターであった。
1983年のマンシングクラシックでは初日を陳志明（中華民国）と共に65をマークして首位タイでスタートし、2日目には陳・松井角次と並んでの2位タイ、3日目には青木基正・山本善隆・謝敏男（中華民国）と並んでの8位タイに後退した。
1984年にはゴルフダイジェストドライビングコンテストで日本記録の342ヤードをマークして優勝し、かながわオープンでは初日に石井秀夫・草壁政治に次ぐと同時に新関善美・矢部昭・大町昭義・尾崎将司・金井清一と並んでの6位タイでスタートすると、最終日には尾崎・金井に次ぐと同時に矢部・河野和重を抑えての3位に入る。
1985年の第1回水戸グリーンオープンでは丸山智弘・川波通幸・杉谷博美に次ぐ5位タイ、1986年のかながわオープンでは河野を抑えて大会初優勝を飾る。
1986年は東北クラシックで新井規矩雄・尾崎健夫と並んでの5位タイ、日本プロでは入野太・古木譲二と並んでの7位タイ 、ゴルフダイジェストトーナメントでは渡辺司と並んでの3位タイに入った。
1987年の日本プロマッチプレーでは1回戦敗退に終わったが尾崎将司を粘りで苦しめ、ゴルフダイジェストトーナメントでは石井裕士・陳志忠（中華民国）と並んでの8位タイに入った。
1988年にはNST新潟オープンで室田淳・海老原清治・柴田猛・倉本昌弘と並んでの6位タイ、ジーン・サラゼン ジュンクラシックではグレッグ・ノーマン（オーストラリア）、柴田・青木功・中村忠夫と並んでの7位タイに入った。
1990年から3シーズンはシード選手として活躍し、よみうりサッポロビールオープンでは藤木三郎の2位、関東オープンでは川岸良兼・青木・羽川豊に次ぐ4位、東海クラシックでは杉原輝雄・陳志明（中華民国）と並んでの9位タイに入る。
1990年の栃木オープンでは初日を金子登喜雄・高橋完・川俣茂・小泉清一と並んでの4位タイでスタートすると、最終日には69をマークして鹿毛隆男・野口裕樹夫を抑えて優勝し、2勝目を挙げる。
1991年にはブリヂストン阿蘇オープンで室田の2位、ジーン・サラゼン ジュンクラシックでは中村通、ハル・サットン（アメリカ）と並んでの10位タイ、カシオワールドオープンでは陳志忠、サンディ・ライル（スコットランド）、スティーブ・ペイト（アメリカ）と並んでの10位タイに入った。
1992年はブリヂストン阿蘇オープンでピーター・シニア（オーストラリア）、リック・ギブソン（カナダ）に次ぐ日本人最上位の3位に入る。
日本プロでは3日目に6アンダー66をマークして通算7アンダーで首位に立つが、最終日には15番でOBを叩いて後退。最終的には倉本・中嶋常幸に次ぐと同時にバレント・フランクリン（カナダ）、佐々木久行、ブライアン・ジョーンズ（オーストラリア）、室田・新関善美・杉原、デビッド・イシイ（アメリカ）、山本善隆を抑え、鈴木弘一と並んでの3位タイに入った。
その後もよみうりサッポロビールオープンで川俣茂・山本・平石武則らと並んでの6位タイ、ミズノオープンでは湯原信光・牧野裕・水巻善典・中嶋・奥田靖己と並んでの8位タイに入った。
1993年はポカリスエットオープンで牧野・尾崎健・木村政信と並んでの7位タイ、札幌とうきゅうオープンでは友利勝良・井上久雄・渡辺と並んでの10位タイに入った。
2002年のサン・クロレラクラシックを最後にレギュラーツアーから引退するが、シニア転向後も切れ味鋭いショットを武器に好成績を残す。
2008年はコマツオープンで5位タイとすると、小林旭・三甲シニアでは飯合肇と優勝を争い2位タイと健闘、高額賞金の最終戦PGA Handa Cupでも5位タイに入った。シニアツアー全9試合に出場して賞金ランク24位とし、シニア転向後初のシード権を獲得。
2011年は千葉県シニアオープン3位・烏山城ビートルゴルフ4位タイであり、2012年のISPSグローイングシニアオープン第3戦では初日5位スタートで、最終日には7バーディ2ボギーの67で回り、トータル7アンダーとし、見事逆転優勝を決めた。
2013年7月31日午後4時50分、がんのため横浜市港北区の病院で死去 。57歳没。

## 主な優勝
レギュラー
- 1986年 - かながわオープン
- 1990年 - 栃木オープン
- 1996年 - ダイワカップ山梨オープン

シニア
- 2012年 - ISPSグローイングシニア